# Рубан Ігор Анатолійович
І́гор Анато́лійович Ру́бан (народився 29 березня 1951 у м. Вінниця) — український державний службовець, голова Державного комітету інформатизації України (квітень 2008 — березень 2010), перший заступник голови Міжгалузевої ради з питань розвитку інформаційного суспільства

## Життєпис
1970 — закінчив Вінницькій політехнічний технікум.
1970—1993 — служба у Збройних силах, навчання у військовій академії, отримав диплом про вищу освіту — інженер з електроніки за спеціалізацією електронно–обчислювальна техніка.
1993—1998 — працював на посадах: директором з інформатики Міжнародного морського агентства, заступником директора Науково-учбового центру «Нові інформаційні технології» Національного університету імені Мечникова, уповноваженим (на громадських засадах) Національного агентства з питань інформатизації при Президентові України по Одеській області
1998—2007 — директор КП «Обласний інформаційно-аналітичний центр», Одеса (розроблено першу регіональну програму інформатизації Одеської області)
02.04.2008 — 17.03.2010 Голова Державного комітету інформатизації України. В цей час представляв Україну в ICANN.
Державний службовець 3-го рангу (07.2008)

## Досягнення
Має є наукові публікації.
За час його керівництва Державним Комітетом інформатизації України підготовлено:
- Розпорядження КМУ від 23 грудня 2009 р. N 1588-р «Про схвалення Концепції Державної цільової науково-технічної програми використання в органах державної влади програмного забезпечення з відкритим кодом»
- Розпорядження КМУ від 23 грудня 2009 р. N 1579-р «Про схвалення Концепції Державної цільової національно-культурної програми створення єдиної інформаційної бібліотечної системи „Бібліотека — XXI“»
- Розпорядження КМУ від 01.03.2010 № 360-р «Питання реалізації пілотного проекту впровадження технологій електронного урядування».

## Відзнаки
- Медалі за службу у Збройних силах;
- Відзнака Голови Одеської обласної державної адміністрації;
- Подяка Кабінету Міністрів України.